# Musée de l'aviation d'Oulianovsk
Le musée de l'aviation d'Oulianovsk est situé à Oulianovsk, en Russie. Il possède plus de 25 avions, dont beaucoup sont assez rares. Il a été fondé en 1983 sous le nom de musée du Centre de l'aviation civile (CMEA).

## Galerie

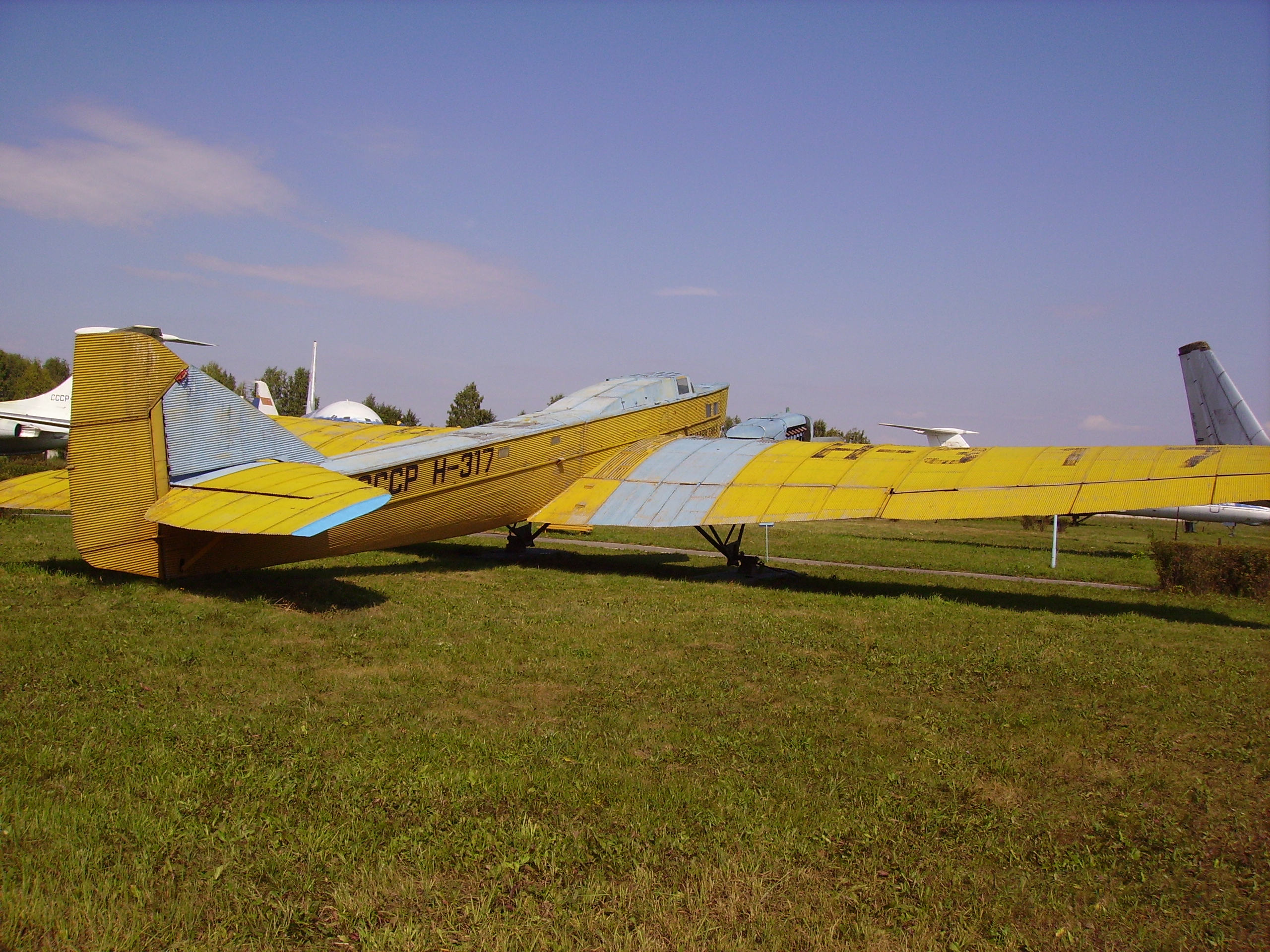
ANT-4
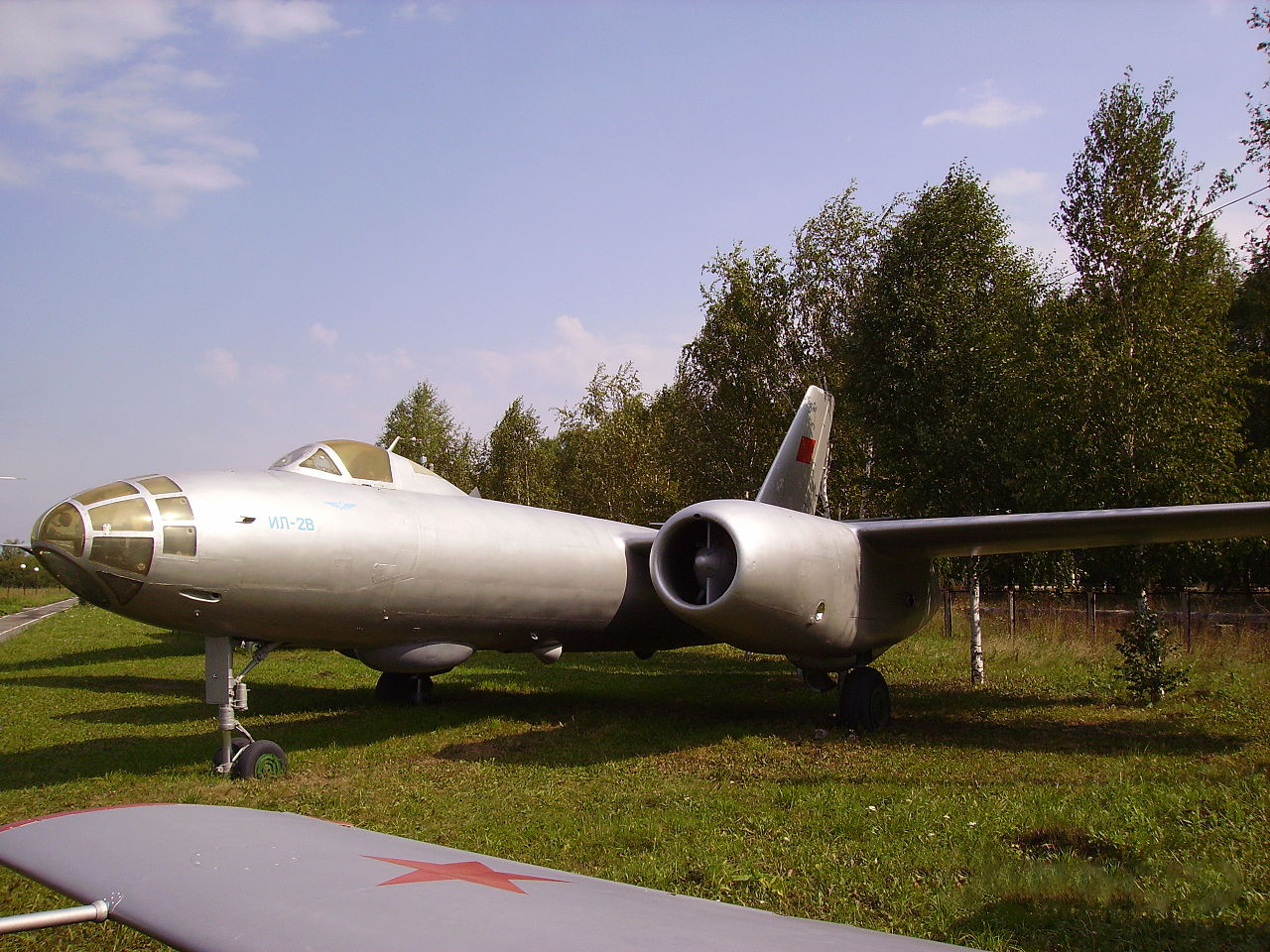
Il-28
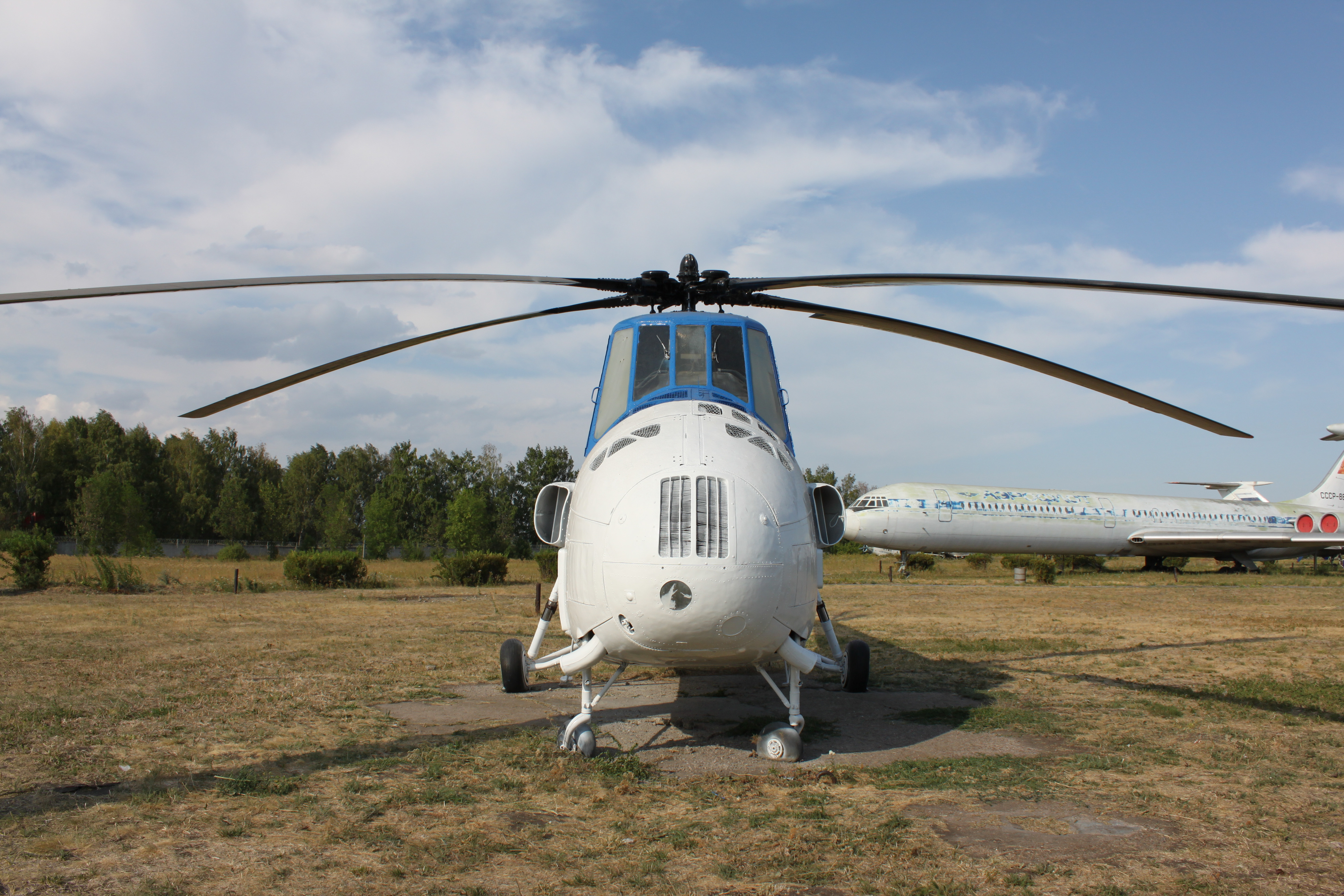
Mi-4
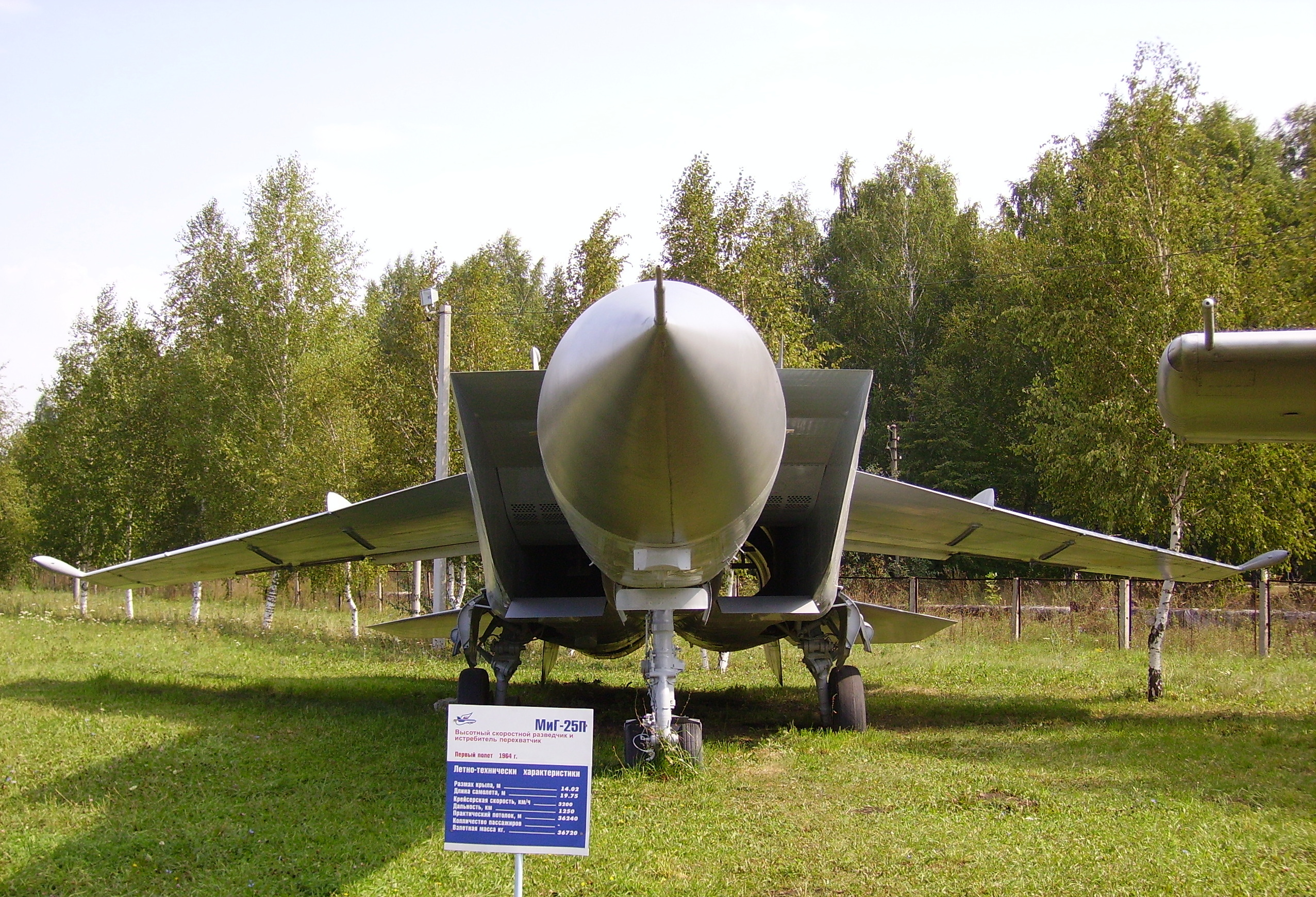
MiG-25P
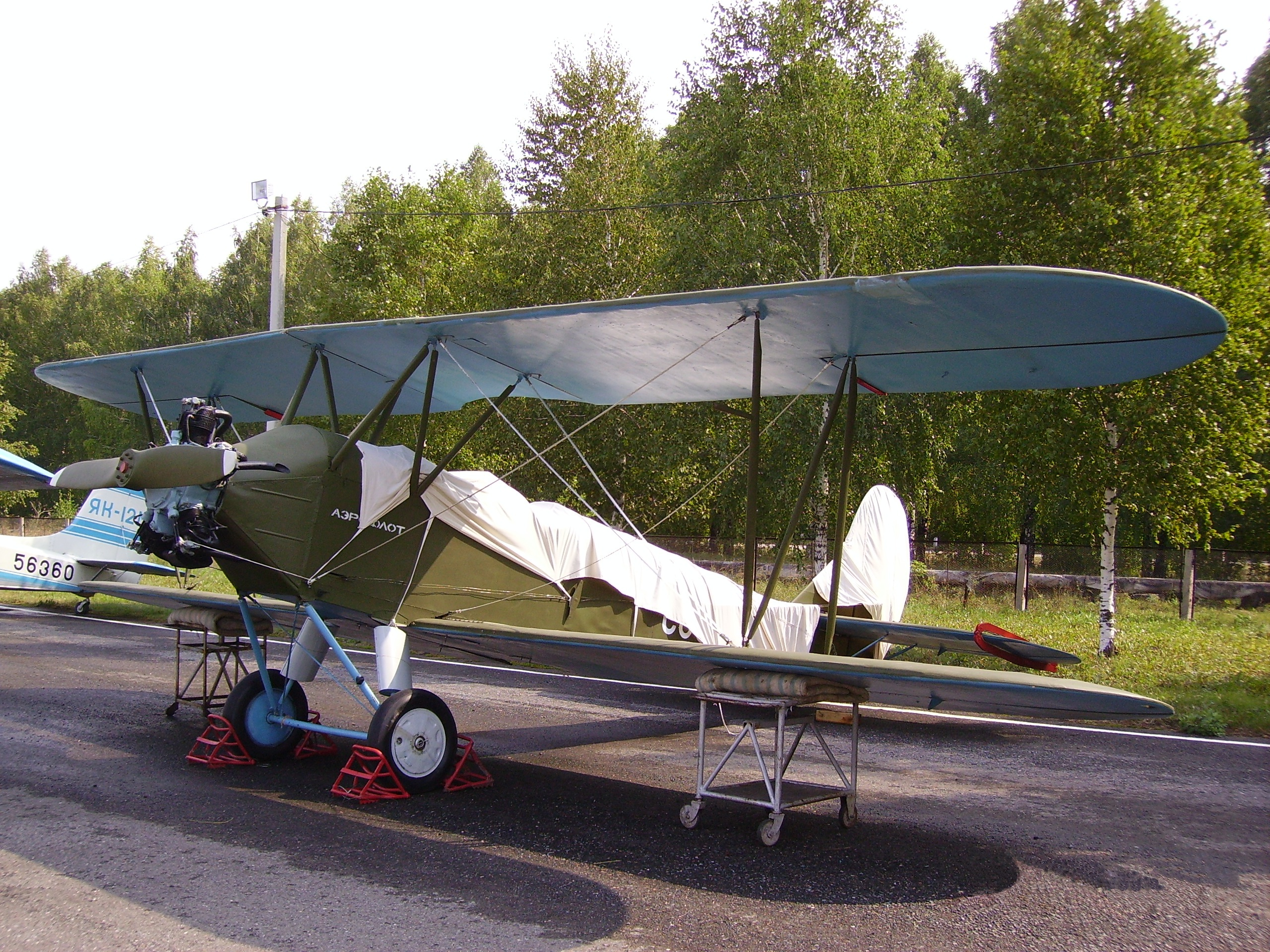
Po-2
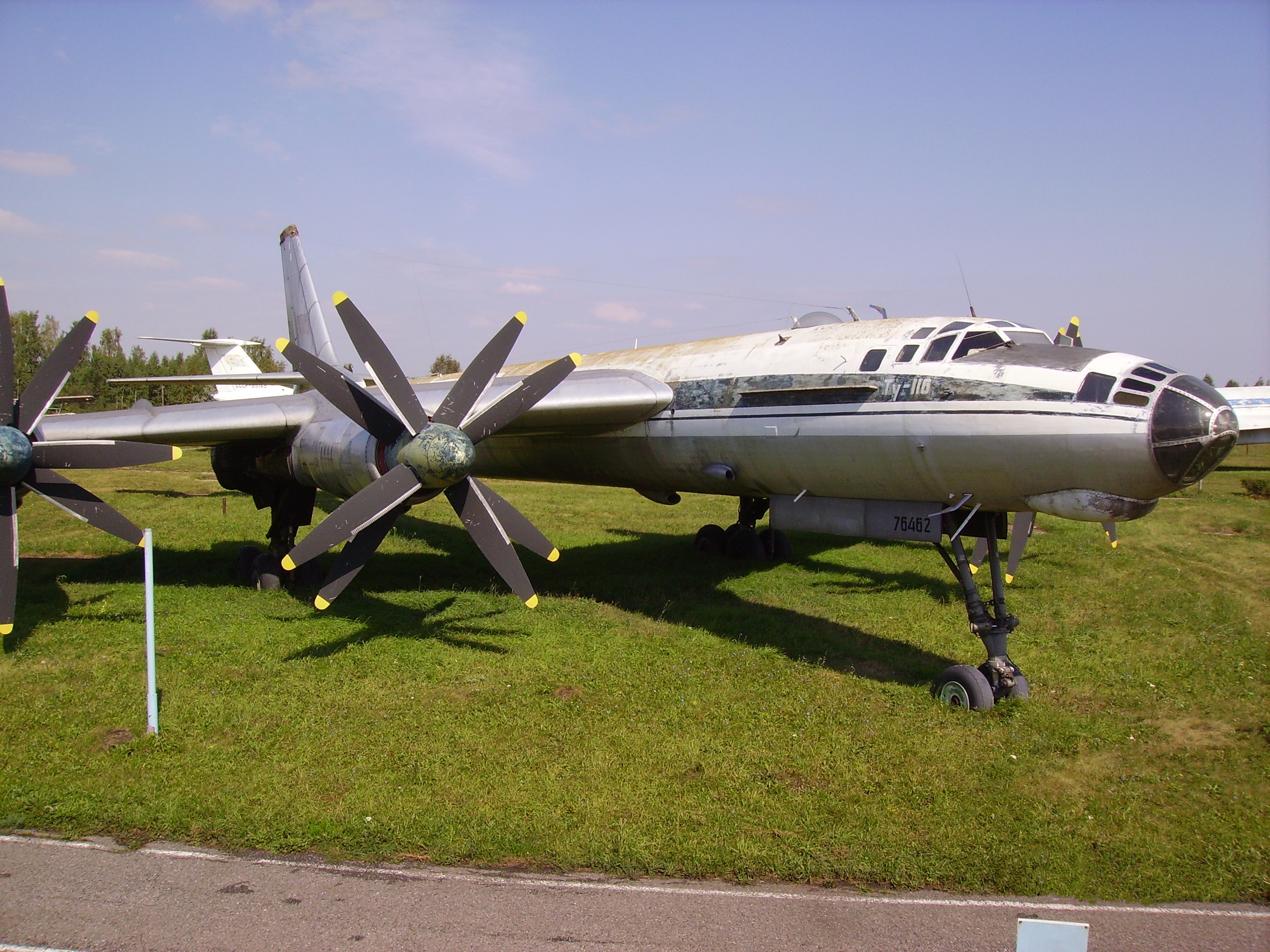
Tu-116
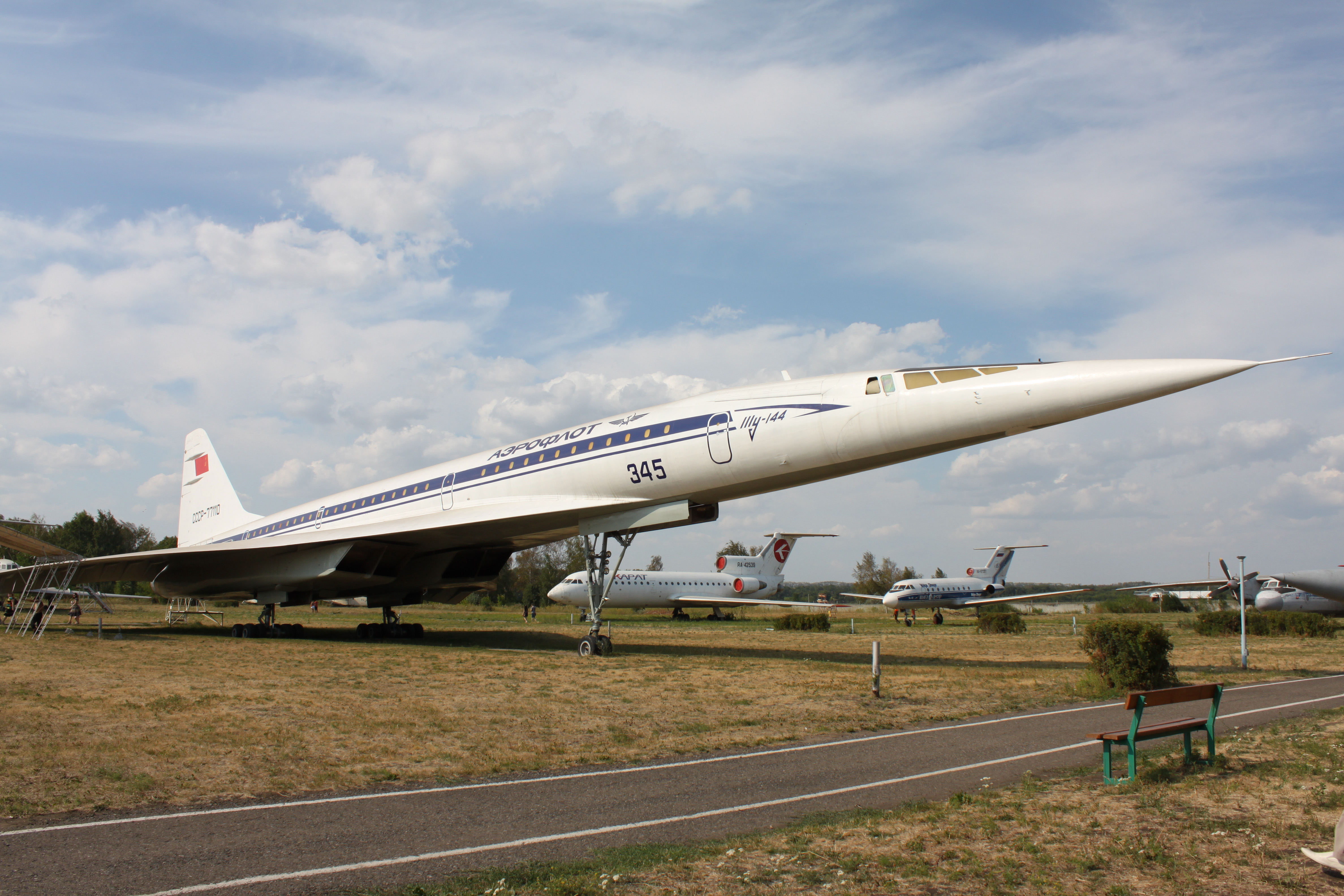
Tu-144